# Goodenia kakadu
Goodenia kakadu är en tvåhjärtbladig växtart som beskrevs av R. Carolin. Goodenia kakadu ingår i släktet Goodenia och familjen Goodeniaceae. Inga underarter finns listade i Catalogue of Life.